# Insurrection djihadiste au Yémen
Pour les articles homonymes, voir Guerre du Yémen.
Guerre civile yéménite
Batailles
- Bataille d'Amran
- 1re Bataille de Sanaa
- Bataille de l'aéroport d'Aden
- 1re Bataille d'Aden
- Bataille de Taëz
- 1re Bataille de Moukalla
- 2e Bataille de Moukalla
- 2e Bataille de Sanaa
- 2e Bataille d'Aden
- Bataille d'al-Hodeïda
- Prise de Socotra
- 3e Bataille d'Aden
- 4e Bataille d'Aden
- Offensive de Najran
- Attaque d'Abqaïq et de Khurais
- Offensive d'Al Bayda
- Offensive d'Al Jawf
- Bataille de Marib

L'Insurrection djihadiste au Yémen est un conflit en cours au Yémen depuis 1997. Le chaos provoqué par la guerre civile yéménite qui oppose depuis 2014 les rebelles chiites houthis aux forces gouvernementales et à la coalition menée par l'Arabie saoudite a permis aux groupes djihadistes et notamment à Al-Qaïda dans la péninsule arabique (AQPA) de largement étendre son territoire au sud-est et à l’est du pays. En 2014, l'État islamique (EI) fait son apparition au Yémen par la scission d'une partie des membres d'AQPA,.

## Déroulement

### 2016

#### Février

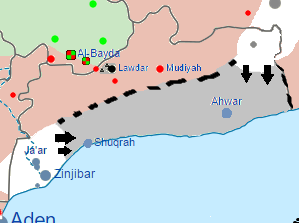
Carte de l'avancée des djihadistes en février 2016

Le 1er février 2016, AQPA prend le contrôle de la ville d'Azzan, à Chabwa.
Le même mois, AQPA renforce son emprise sur Zinjibar, Azzan et Choqra.
Le 4 février, Jalal Balaïdi, dirigeant d'AQPA ayant commandité assassinat de dizaines de soldats yéménites en août 2014 est tué par une attaque de drone américain.
Le 14 février 2016, un attentat suicide à la voiture piégée fait deux morts, dont un soldat et un civil, puis le lendemain, un raid effectué par un drone, provoque la mort de trois personnes.
Le 20 février 2016, AQPA prend le contrôle de Ahwar, dans la province d'Abyan. Dans la même ville, les terroristes égorgent trois soldats loyalistes.

#### Mars
Le 1er mars 2016, la coalition vise un entrepôt d'armes d'AQPA à al-Moukalla.
Le 4 mars 2016, l'EI assasine 16 personnes dont 4 religieuses de l'ordre de Mère Teresa dans le quartier de Cheikh Othman à Aden.
Les 12 et 13 mars 2016, la coalition visa des terroristes d'AQPA à Aden. Au total, entre samedi et dimanche, il y a dix-sept terroristes et deux policiers tués, les premiers étant visés par la coalition sunnite.
Le 14 mars 2016, un avion Mirage 2000 appartenant aux Émirats arabes unis s'écrase à Aden, tuant les deux pilotes. AQPA prétend l'avoir abattu même si la coalition parle de panne.
Le 22 mars 2016, un raid aérien américain tue soixante-et-onze membres d'AQPA et en blesse vingt-huit autres.
Le 27 mars 2016, un raid aérien tue quatorze membres d'AQPA à Zinjibar.
Le 29 mars 2016, la coalition bombarde AQPA à Moukalla et Zinjibar, les terroristes se retirant de cette dernière.

#### Avril
Le 9 avril 2016, vingt soldats sont tués et dix-sept autres tués à Ahwar, par AQPA selon l'armée yéménite, mais AQPA dément être responsable de l'attaque.
Le 15 avril 2016, les loyalistes reprennent à AQPA la ville de Lahij, après des raids de la coalition.
Le 25 avril 2016, les loyalistes reprennent Azzan à Chabwa et Al Moukalla au Hadramaout, tandis que les djihadistes perpètrent des attentats. Le lendemain 26 avril, un commandant d'AQPA est tué par un missile à Jaar.

#### Mai
Le 6 mai 2016, les terroristes d'AQPA acceptent de se retirer progressivement de Zinjibar et Jaar.
Le 12 mai 2016, quinze soldats sont tués à Al Moukalla par un attentat de l'EI au Yémen. Le 15 du même mois, le groupe terroriste tue vingt-cinq recrues de la police dans la même ville, lors d'un attentat suicide. Puis un troisième attentat a lieu, le bilan total est de quarante-sept morts.

#### Juin
Le 27 juin 2016, une série d'attentats revendiquée par Daesh a lieu à Al Moukalla.

#### Juillet
Le 16 juillet 2016, un raid au drone, vraisemblablement américain, tue trois occupants d'un véhicule à Chabwa.
Le 18 juillet, une série d'attentats a lieu à Al Moukalla et à Dhale. Revendiqués par AQPA, ces attentats font onze morts.
Le 23 juillet, la coalition bombarde AQPA à Jaar.

#### Août
Le 8 août 2016, un attentat-suicide perpétré à Lahij tue cinq soldats et en blesse sept autres.
Le 9 août 2016, les loyalistes reprennent à AQPA la ville d'Azzan, à Chabwa. Aidés de la coalition et de renforts venus d'Aden, les loyalistes reprennent, le 14 août, le contrôle de Zinjibar, capitale d'Aden.
Le 18 août 2016, quatre soldats sont tués dans un attentat à Abyan.

#### Septembre
Le 21 septembre 2016, deux terroristes d'Al-Qaïda sont tués dans une attaque de drone américain à Marib.
Le 26 septembre 2016, un chef d'AQPA est tué dans un assaut de l'armée à Chabwa, tandis qu'un soldat yéménite a également été tué lors de l'opération.

#### Octobre
Le 18 octobre, un drone américain attaque un convoi de quatre véhicules et tue 8 membres d'Al-Qaïda, à Al-Rawda, dans une région de la province de Chabwa.

### 2017

#### Reprise des frappes aériennes américaines depuis mars 2017
Le 2 mars, l'armée américaine procède à une série de frappes contre Al-Qaïda, dans les provinces méridionales d'Abyane et de Chabwa, ainsi qu'à Baïda, au centre. Plus de vingt frappes tuent au moins douze membres d'Al-Qaïda. Le 3 mars, de nouvelles frappes ont lieu dans la région d'Al-Saïd, dans la province de Chaboua, ayant pour objectif la maison de Saad Atef, un dirigeant local d'Aqpa. Le 5 mars, dans la province d'Abyane, cinq soldats yéménites sont tués dans une attaque à l'arme automatique, par des combattants d'Al-Qaïda, contre un barrage de l'armée, au nord de la ville côtière de Chaqra. En représailles, l'armée américaine lance au moins cinq frappes aériennes sur les provinces de Chabwa et de Baïda. De plus, le 6 mars, de nouvelles frappes ont lieu dans la localité d'al-Nasl, dans la province d'Abyane. Le bilan de ces séries de raids aériens est de 22 morts du côté d'Al-Qaïda et de deux civils tués.
Le 9 mars, le responsable local d'Al-Qaïda, Qassem Khalil, est tué dans une nouvelle attaque de drone, attribuée à l'armée américaine alors qu'il circulait à moto près de Wadhie, ville de la province d'Abyane, dans le sud du Yémen.
Le 14 mars, deux membres d'Al-Qaïda sont tués dans une frappe probablement américaine, dans la province de Hadramout. Depuis le début du mois de mars, les États-Unis ont effectué plus de 40 frappes, notamment à l'aide de drones tuant au moins 25 djihadistes.
Le 27 mars, un groupe de djihadistes d'Al-Qaïda attaque le siège de l'administration locale de la province de Lahj, faisant 20 victimes dont 6 soldats et 4 civils. Le 29 mars, deux attaques de drones américains dans les provinces de Chabwa et d'Abyane visant des membres d'Al-Qaïda font 5 morts. Le 31 mars, Waddah Mohamed Amsouda, chef local d'Al-Qaïda, est tué en compagnie de deux autres djihadistes par une frappe de drone américain à Mozno, dans la province d'Abyan.
Du 1er au 3 avril, l'armée américaine effectue 20 raids aériens contre des militants d'Al-Qaïda. Le 5 et 6 avril, l'armée américaine tue 2 responsables locaux d'Al-Qaïda dans la province d'Abyane et de Baïda dans des attaques de drone. Depuis le 28 février, elle a effectué plus de 70 raids aériens,. Dans la nuit du 18 au 19 avril, 2 attaques de drone américains tuent 5 membres d'Al-Qaïda dans le secteur de Mayfaa, dans la province de Chabwa ainsi que dans la zone d'Al-Jalal, dans la province de Marib,. Le 23, 29 et 30 avril, des attaques de drone font respectivement 5, 3 et 5 morts du côté d'Al-Qaïda dans la province de Chabwa et de Marib,,. Le 23 mai, une attaque aérienne suivie d'une attaque au sol de l'armée américaine et yéménite tuent 7 membres d'Al-Qaïda dans la province de Marib, à l'est de la capitale Sanaa.
| Conséquences des attaques de drone de l'armée américaine | 2017               |
| -------------------------------------------------------- | ------------------ |
| Nombre de tués                                           | Au moins 63 morts  |
| Nombre de frappes                                        | Plus de 73 frappes |

### 2018
Le 28 avril, l'« émir » de Daech dans la région d'Aden, Saleh Nasser Fadhl al-Bakchi (surnommés le « Prince » par ses hommes), responsable des morts de centaines de personnes est tué au cours d'une fusillade par les forces de sécurité yéménite.

## Divergences dans la coalition
Selon Marc Cher-Leparrain, l'Arabie saoudite a longtemps épargné Al-Qaïda dans la péninsule Arabique (AQPA) qui luttait également contre les rebelles houthistes. Cette attitude lui a été reprochée par les Émirats arabes unis qui déplorent que Riyad ne se préoccupe pas suffisamment de l'expansion des groupes djihadistes. L'État islamique au Yémen a commis des attentats aussi bien dans le camp loyaliste que chez les houthis. Aussi, à partir de janvier 2017, les Émirats, tout en restant dans la coalition, ont réorienté leur effort de guerre contre les organisations djihadistes et participent à la campagne menée par les États-Unis contre AQPA.
Par la suite, en août 2018, l'agence Associated Press révèle l'existence d'accords secrets entre des combattants d'AQPA et la coalition. Cette dernière aurait négocié leur départ de villes stratégiques en les payant, les laissant les combattants se retirer avec leurs armes de localités qu'ils occupaient ou encore les invitant à rejoindre les rangs de la coalition. Selon l'enquête de l'AP, les militants d’Al-Qaïda se sont notamment retirés en 2016 de la ville portuaire de Moukalla et des provinces d'Abyan et de Chabwa en échange de compensations financières et de l’intégration de certains combattants au sein du groupe Ceinture de sécurité, composé de milices d’Aden,. Ces informations sont niées par les Émirats. Ils affirment au contraire leur volonté de « briser » Al-Qaïda dans le sud du pays. Selon un responsable militaire émirati, les Emirats ont formé et équipé 60 000 combattants yéménites, dont 30 000 ont été impliqués dans la lutte contre Aqpa.
En février 2019, une longue enquête de CNN accuse la coalition menée par l'Arabie saoudite et les Émirats arabes unis d'avoir transféré des armes de fabrication américaine à des milices yéménites et à Al-Qaïda dans la péninsule Arabique. Cette stratégie aurait pour but selon la chaîne d'« acheter la loyauté de milices ou de tribus, de renforcer les acteurs armés choisis et d’influencer le complexe paysage politique ».